# Entente baltique
 (novembre 2017).
Si vous disposez d'ouvrages ou d'articles de référence ou si vous connaissez des sites web de qualité traitant du thème abordé ici, merci de compléter l'article en donnant les références utiles à sa vérifiabilité et en les liant à la section « Notes et références ».

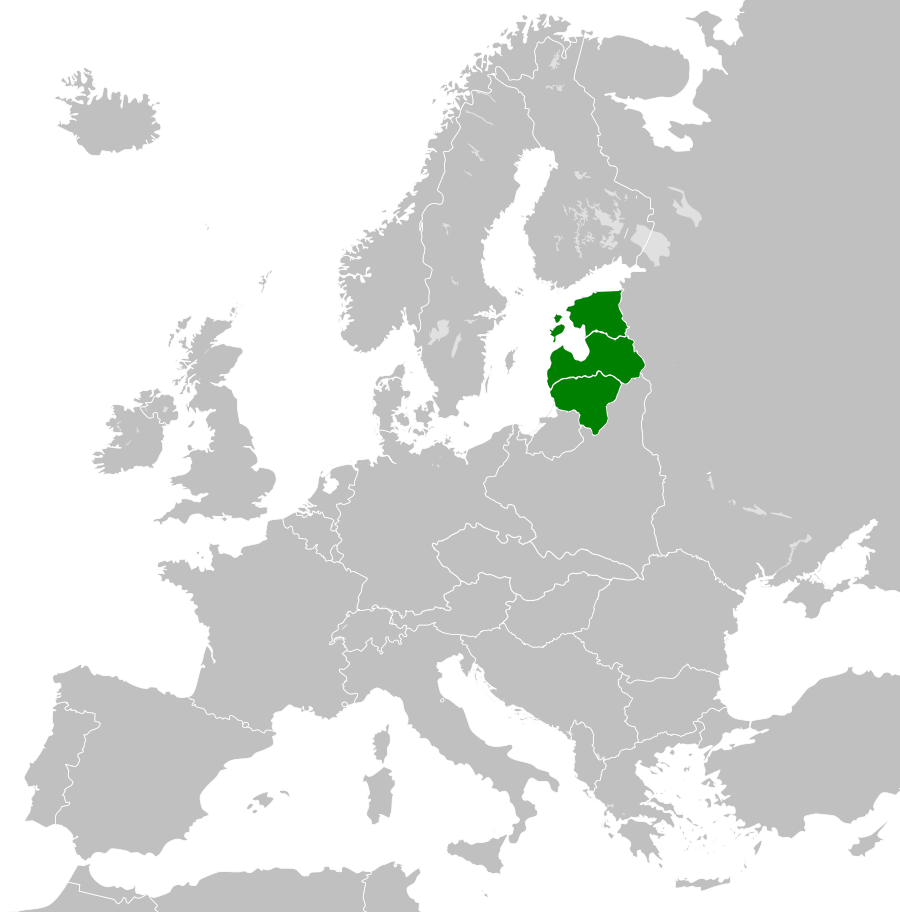

L'Entente baltique désigne le soutien politique mutuel et la gestion commune en matière de politique étrangère des différents pays baltes. Cette entente se base sur le traité de bonne compréhension et de coopération signé entre la Lituanie, la Lettonie et l'Estonie le 12 septembre 1934 à Genève.
Cette entente échoue finalement, car la force combinée des trois nations et leurs déclarations de neutralité ne font pas le poids face aux armées du Troisième Reich et de l'Union soviétique. Le contrôle des territoires entre les deux pouvoirs décidé dans le Pacte germano-soviétique de 1939 attribue à l'Union soviétique les pays baltes. Dès l'année suivante, les trois pays sont occupés puis par la suite annexés à l'Union soviétique.